# Tipula alpha
Tipula alpha är en tvåvingeart som beskrevs av De Jong 1994. Tipula alpha ingår i släktet Tipula och familjen storharkrankar. Inga underarter finns listade i Catalogue of Life.